# 海野幸広
海野 幸広（うんの ゆきひろ）は、平安時代後期の信濃国の武将。名は行広とも書く。

## 経歴・人物
寿永2年（1183年）の水島の戦いにて源義仲に従い、先鋒となり討死した。